# Organka jamajska
Organka jamajska (Euphonia jamaica) – gatunek małego i bardzo aktywnego ptaka z rodziny łuszczakowatych (Fringillidae), podrodziny organek (Euphoniinae). Występuje endemicznie na Jamajce. Monotypowy.

## Morfologia
Organka jamajska jest małym, zwartym ptakiem z krótkim, grubym dziobem. Osiąga wielkość 11 cm i masę 17 gramów. Samiec jest głównie niebieskawo-szary (w dobrym oświetleniu wydaje się bardziej niebieskawy). Gardło i spód ciała szare, nieco jaśniejsze niż wierzch ciała, ale środek dolnej części piersi i brzuch są żółte. U samicy wierzch ciała, kuper i ogon są oliwkowe, głowa i spód ciała szare, z tym że głowa jest trochę ciemniejsza. Gardło głównie białawe, brzuch i pokrywy podogonowe są płowe, z oliwkowym odcieniem po bokach. Podobna do gardlika (Euneornis campestri), który ma jednak dłuższy i lekko zakrzywiony dziób. Samca gardlika można poznać też po pomarańczowym gardle, a samicę po brązowym grzbiecie.

## Występowanie
Ptak ten jest endemitem Jamajki, szeroko rozprzestrzenionym na wyspie. Występuje w przedziale wysokości 0–2250 m n.p.m.

## Ekologia
Mieszkaniec większości zalesionych siedlisk i ogrodów, gdzie żeruje głównie na owocach i kwiatach. Jagody gązewnikowatych (Loranthaceae) stanowią główną część jego diety. Sezon lęgowy trwa od przełomu lutego i marca, aż do maja. Samica składa 3–4 białe jaja z ciemniejszymi oznaczeniami, zwłaszcza na szerokim końcu.

## Status
IUCN uznaje organkę jamajską za gatunek najmniejszej troski (LC – Least Concern). Liczebność populacji nie została oszacowana; w 1996 roku ptak ten opisywany był jako dość pospolity. Ze względu na brak dowodów na spadki liczebności bądź istotne zagrożenia dla gatunku BirdLife International uznaje trend liczebności populacji za prawdopodobnie stabilny.